# Pieter Cornelisz Kunst
Pieter Cornelisz Kunst (1484/1490, Leiden - 1560/1561, Leiden), a fost un pictor renascentist neerlandez.

## Biografie
Kunst a fost unul dintre cei trei fii ai pictorului Cornelis Engebrechtsz, care a devenit pictor și gravor. Frații săi Cornelis Cornelisz Kunst și Lucas Cornelisz de Kock au fost de asemenea pictori. Este cunoscut pentru alegorii istorice, desene și pictură pe sticlă. În 1509 s-a căsătorit cu Marijtgen Gerritsdr van Dam, cu care a avut un fiu, Adriaen Pietersz, care a devenit gravor pe sticlă și o fiică, Marijtgen.

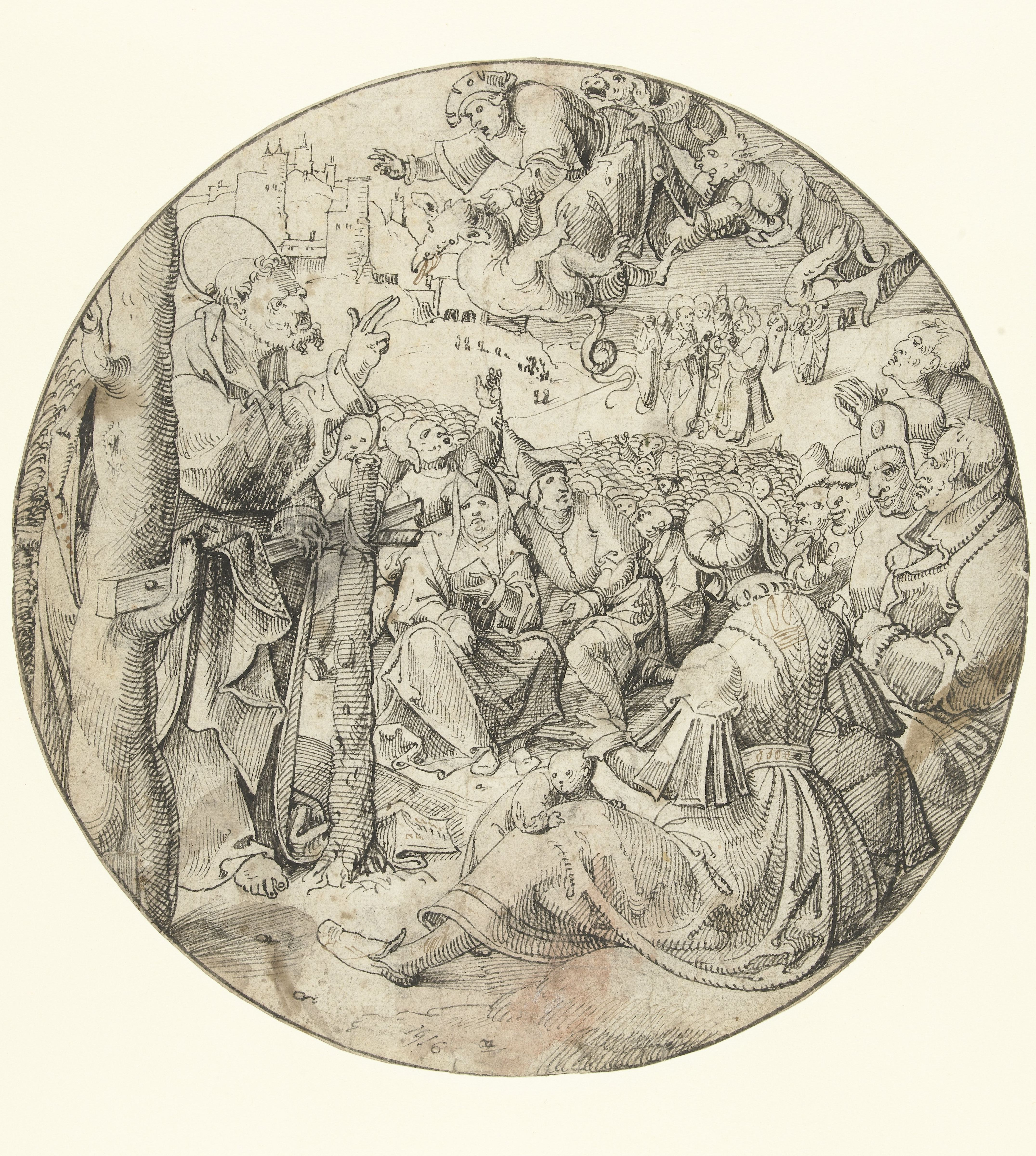
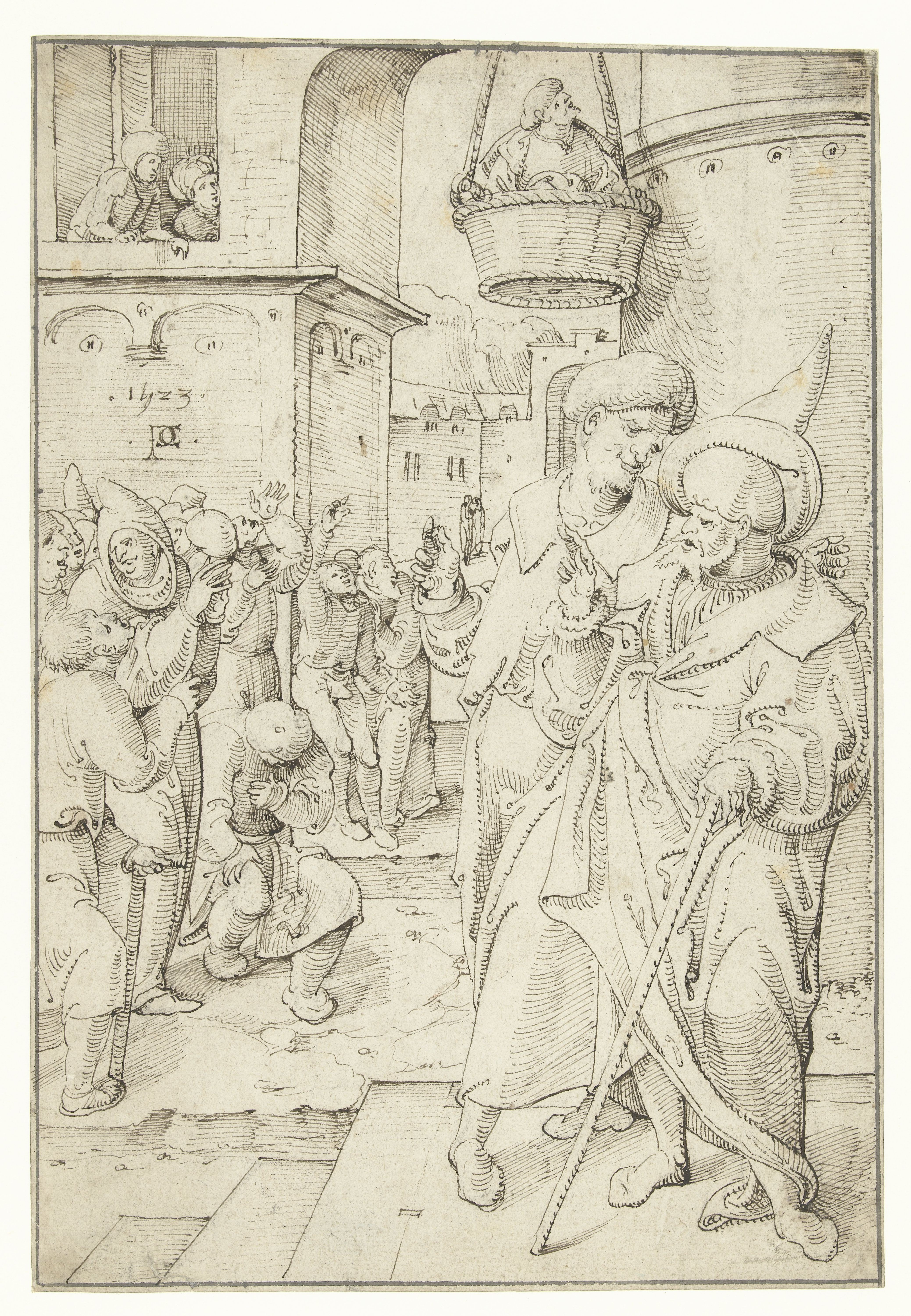
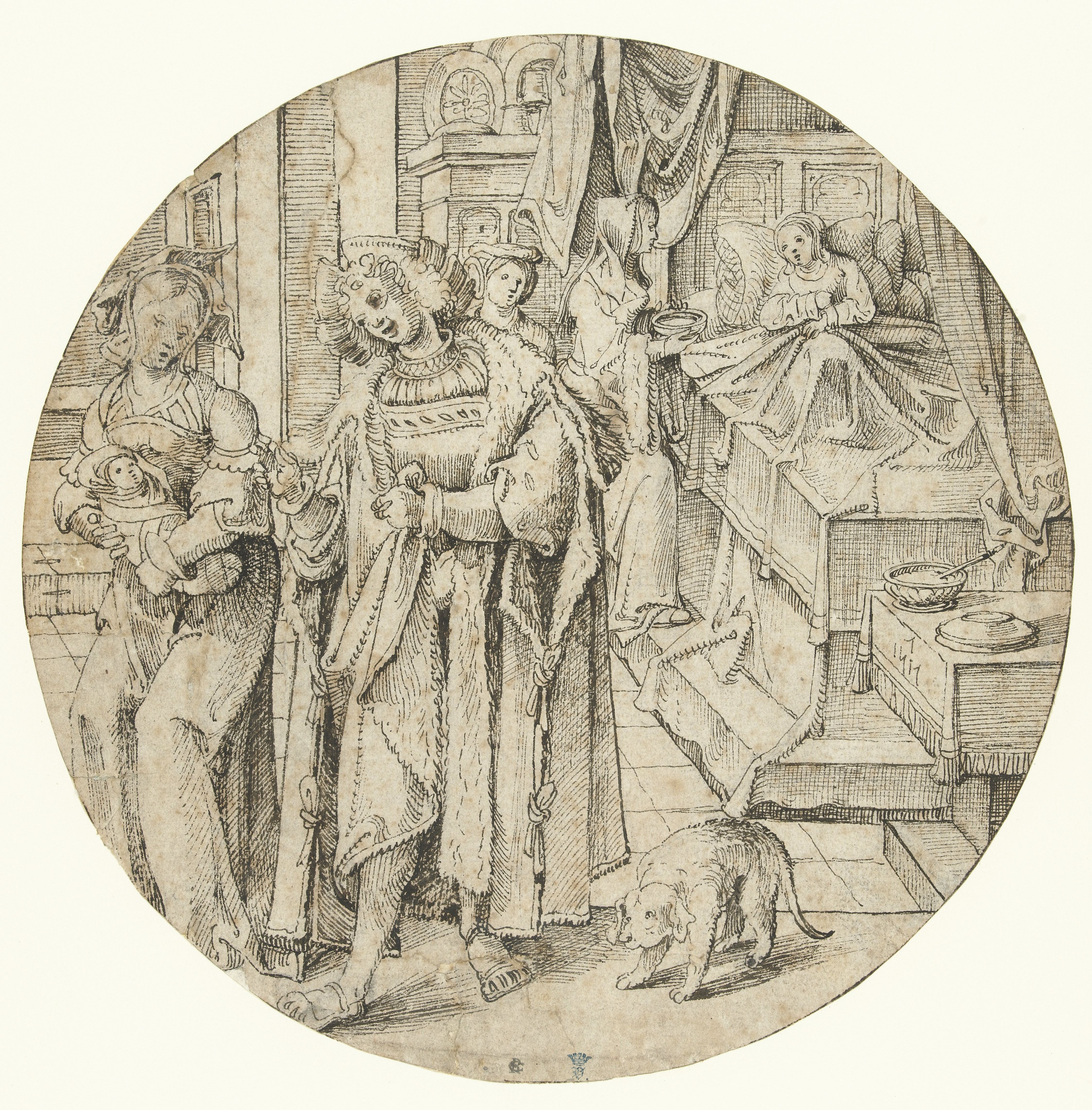

## Legături externe
- Pieter Cornelisz Kunst pe Artnet
- Pieter Cornelisz Kunst pe site-ul RKD